# Сиссоко, Сулейман
Сулейма́н Дио́п Сиссо́ко (фр. Souleymane Diop Cissokho; род. 4 июля 1991, Дакар) — французский боксёр сенегальского происхождения, представитель полусредней весовой категории. Выступал за сборную Франции по боксу в конце 2000-х — середине 2010-х годов, бронзовый призёр летних Олимпийских игр в Рио-де-Жанейро, бронзовый призёр чемпионата Европейского Союза, победитель и призёр турниров национального значения. С 2017 года боксирует на профессиональном уровне.
Среди профессионалов бывший чемпион Франции по боксу (2019) в первом среднем весе, действующий чемпион WBC Silver (2022—н.в.) в полусреднем весе.

## Биография
Сулейман Сиссоко родился 4 июля 1991 года в Дакаре, Сенегал. Впоследствии переехал на постоянное жительство во Францию, поселился в коммуне Баньоле департамента Сен-Сен-Дени. Проходил подготовку в боксёрском клубе Top Rank Bagnolet под руководством тренеров Жона Дови и Луиса Мариано Гонсалеса Косме.

## Любительская карьера
Впервые заявил о себе в 2008 году, выиграв серебряную медаль на чемпионате Франции среди юниоров. Год спустя одержал победу на Кубке Дана Позняка в Литве, выступил на молодёжном чемпионате Европы в Польше.
В 2011 году стал чемпионом Франции среди взрослых спортсменов в зачёте лёгкой весовой категории и вошёл в основной состав французской национальной сборной. В следующем сезоне занял второе место на чемпионате Европы среди студентов в Москве, боксировал на чемпионате Европы в Анкаре, где сумел дойти до стадии четвертьфиналов, проиграв турку Фатиху Келешу.
На чемпионате Франции 2013 года вновь оказался лучшим, но уже в полусредней весовой категории. Боксировал на европейском первенстве в Минске, где был остановлен в 1/8 финала россиянином Александром Беспутиным, и на мировом первенстве в Алма-Ате, где в 1/8 финала уступил казаху Данияру Елеусинову. Также, будучи студентом, представлял Францию на летней Универсиаде в Казани.
В 2014 году стал бронзовым призёром чемпионата Европейского Союза в Софии.
В 2015 году добрался до четвертьфинала на чемпионате Европы в Самокове и на Европейских играх в Баку.
Занял первое место на мировом квалификационном олимпийском турнире в Азербайджане и благодаря этому удостоился права защищать честь страны на летних Олимпийских играх 2016 года в Рио-де-Жанейро. В турнирной сетке полусреднего веса одолел венгра Имре Бачкаи, азербайджанца Парвиза Багирова и тайца Сайлома Ади. На стадии полуфиналов вышел на ринг против Данияра Елеусинова и проиграл ему со счётом 0:3, получив тем самым бронзовую олимпийскую медаль. За это выдающееся достижение награждён орденом «За заслуги».

## Профессиональная карьера
После Олимпиады Сиссоко решил попробовать себя среди профессионалов и в январе 2017 года успешно дебютировал на профессиональном уровне.

#### Отборочный бой с Каваляускасом
10 мая 2025 года провел отборочный бой по линии WBC в полусреднем весе (до 66,7 кг) в Малабо, (Экваториальная Гвинея). Соперником стал литовец, бывший претендент на титул Эгидиюс Каваляускас, который так же как и Сиссоко не выходил на ринг с конца 2023 года. Несмотря на простой боксеры в рейтинге распологались на 2-м и 4-м местах и имели право на отборочный бой. С первых секунд боя Сиссоко избегал открытого боя с агрессивным литовцем который навязывал плотный бой с обменом ударами. Во втором раунде Каваляускас смог послать соперника в нокдаун, но времени добить не хватило. Гонг прозвучал на 13 секунд раньше чем закончился раунд. В 5-м раунде Сиссоко оказывается во втором нокдауне. Он вылетел за канаты от левого апперкота. Рефери отсчитывал и бой продолжился. После 5-го раунда прессинг литовца снизился, но Сиссоко продолжал избегать боя. В некоторых эпизодах боя он уходил на ногах от прессингующего литовца без ударов почти всё время раунда. Рефери не сделал ни одного замечания за сполерскую тактику. Сенегалец отрабатал на задней ноге до конца 12-го раунда. Счёт судей был скандальный: 114—112, 115—111 и 116—110 в пользу Сулеймана Сиссок сохранившего пояс WBC Silver и получил звание претендента. Результат боя так и не появится в статистике boxrec.com и в статистике обоих боксеров.